# Руставели (музыкант)
Руста́м Рифа́тович Аляутди́нов (тат. Рөстәм Рифат улы Аляутдинов; род. 17 июня 1978, Москва), более известный под псевдонимом Руставе́ли, — российский хип-хоп-исполнитель, поэт. Лидер и вокалист группы «Многоточие», создатель и участник хип-хоп-объединений «Третий Путь» и DotsFam, а также коллективов «Многоточие Band» и «Солнце Свободы», автор музыки и текстов. Один из основателей лейбла Dots Family Records. Музыкант выпустил несколько сольных альбомов, включая сборники и мини-альбомы, а также издал книгу собственных стихов и одноимённый музыкальный альбом, в котором читает стихи под музыкальное сопровождение.
Творчество Руставели получает смешанные отзывы критиков. Рецензенты отмечают, что музыкант в своём сольном творчестве не следует современным тенденциям видоизменения жанра, а придерживается старого стиля. Тематика стихов Руставели — проблемы современного мироустройства, общества, социальный и политический протест, личные искания. Критики отмечают невысокое качество стихотворного слога артиста, но сходятся во мнении, что стихи пронзительны и насыщены смыслом. Музыкально ранние композиции Руставели имеют сходства с роком и дворовой песней, позднее отмечаются мягкие и мелодичные аранжировки; музыкант не только читает рэп, но и исполняет вокальные партии.

## Биография

### Детство и юность
Рустам Рифатович Аляутдинов родился 17 июня 1978 года в Москве. По собственным словам, татарин. Взрослел в московском районе Кузьминки, своё детство характеризует как непростое. Его семья была неполной: отец ушёл из неё, когда Рустаму было три года. В детстве будущий музыкант читал много книг, и именно это, по мнению Руставели, стало причиной, по которой он начал писать стихи. В школе, по собственным словам, имел среднюю успеваемость, ему нравились гуманитарные дисциплины, а также физкультура. С 12 лет Рустам некоторое время посещал спортивную школу, играл в баскетбольной команде. С 14 лет трудился разнорабочим. По собственным словам, после школы учился в автомобилестроительном колледже. Согласно своей личной странице «ВКонтакте», учился в Московском социально-педагогическом институте. В одном из интервью Руставели упоминал, что окончил институт по специальности «валеология».
В 1993 году Рустам впервые открыл для себя рэп как жанр. Первыми хип-хоп-исполнителями и коллективами, которые понравились Рустаму и в дальнейшем повлияли на его творчество, были White Hot Ice, «Дубовый Гаайъ», Cypress Hill и House of Pain. Также Руставели считает, что на него оказало влияние творчество Владимира Высоцкого, Петра Мамонова, групп «Кино», The Doors и «ДДТ». В 1994 году Руставели начал писать собственные тексты. В 1996—1997 году, научившись играть на гитаре, Рустам написал песни, позже ставшие известными под названиями «Синий дым» и «В моём городе». Прозвище «Руставели» музыкант получил в 1997 году в шутку от друга-армянина, который наблюдал, как Рустам постоянно что-то пишет в тетради в рабочих перерывах, и провёл параллель с грузинским поэтом Шотой Руставели.
Руставели вспоминает, что в 13 лет впервые попробовал наркотики и со временем стал их принимать регулярно вместе со своими друзьями, постепенно наращивая дозы и употребляя всё более тяжёлые вещества. Одновременно Руставели занимался творчеством и спортом. Позже, уже во время участия в группе «Многоточие», Руставели сумел постепенно избавиться от наркотической зависимости, осознав её вред.

### Участие в музыкальных коллективах
В 1997 году одноклассник Руставели Артём, послушав запись речитатива Рустама, познакомил его со своим братом, ныне известным как DJ Hassan, который в то время писал электронную музыку. Рустам и DJ Hassan начали совместное творчество. Позже к ним присоединились другие музыканты. Появилась группа «Многоточие», датой образования которой считается 15 ноября 1998 года; её лидером являлся Руставели. Работая в составе группы над первыми двумя номерными альбомами «Многоточия» «Жизнь и Свобода» и «Атомы сознаниЯ», Руставели был основным «генератором идей», предлагал мотивы композиций, а также писал и исполнял тексты практически для каждой из песен. Затем группа «Многоточие» объединилась с коллективом M.Squad, образовав проект «Третий Путь», в рамках которого при активном участии Руставели было записано два альбома. В 2005 году участниками вышеупомянутых коллективов было образовано творческое содружество Dots Family, которое выпустило альбом Fuckt #1. На своём личном официальном сайте Руставели назывался «идейным вдохновителем» проектов «Третий Путь» и Dots Family. В декабре 2006 года группа «Многоточие» распалась, и в следующем году вышел третий альбом группы «За бесконечность Времени», который по сути является сольной работой Руставели.
Несмотря на распад группы «Многоточие», творческое содружество Dots Family, название которого было позже сокращено до DotsFam, продолжило функционировать, и Руставели продолжил принимать в нём активное участие. В 2009 году вышел второй альбом содружества Zombusiness. В конце 2010 года Руставели записал несколько песен с участником DotsFam Гномом, и музыканты решили объединить их в новый альбом под названием «Зеркала» — очередной альбом DotsFam, который вышел в июне 2011 года. В 2019 году Руставели заявил о планах записать новый альбом с участниками коллектива.
В 2011 году участник DotsFam Санчес познакомил Руставели со своим двоюродным братом мультиинструменталистом ВиктОром. Был сформирован живой инструментальный коллектив DotsBand, в который кроме ВиктОра, Санчеса и Руставели вошли Грел и DJ Hassan, при участии которых в своё время возникла группа «Многоточие». На своём официальном сайте группа заявляла, что исполняет треки группы «Многоточие» с новой аранжировкой и собственные новые треки в стиле «арт-рэп». Позже группа сменила название на «Многоточие Band». Коллектив выпустил три альбома: мини-альбом The Living Truth в 2013 году, полноценные альбомы «Под асфальтовым небом» в 2014 году и «Реквием по реальности» в 2018.
В 2017 году Руставели, его давний знакомый Ян Sun, а также White Hot Ice создали группу «Солнце Свободы». Идея создания такого трио появилась после записи музыкантами совместной композиции «Пилигрим» для дебютного альбома Ян Sun. После раздумий над названием музыканты остановились на «Солнце Свободы», так как посчитали, что такое название «в должной мере несёт свет, свободу, бунтарский дух и будет вселять в людей позитивные ноты и надежду на лучшее». В том же году был обнародован первый сингл группы — «Мы вызываем огонь на себя», после чего было опубликовано ещё несколько синглов. 5 сентября 2018 года был официально выпущен первый альбом «Солнца Свободы» «Наше Слово». Музыку, тексты и идеи композиций альбома создавали Ян Sun и Руставели, White Hot Ice исполнял вокальные партии, аранжировки писал звукорежиссёр студии M.Y.M. Records Ян Сурвило. В дни премьеры альбом поднимался на 8 место в российском рейтинге альбомов на сервисе Google Play. Всего, по состоянию на 17 сентября 2021 года, коллектив выпустил три альбома.

### Сольная музыкальная деятельность и деятельность в других областях
В 2002 году Руставели, наряду с Геной Громом и Ильёй Кузнецовым (известным тогда как КузьмитчЪ, ныне — MC 1.8), стал основателем звукозаписывающего лейбла Dots Family Records, под которым выходили последующие альбомы «Многоточия», других связанных с «Многоточием» исполнителей и коллективов, а также сборники русского рэпа, в формировании которых музыкант принимал участие. На личном официальном сайте Руставели назывался автором концепции музыкальных сборников «Хип-хоп-квартал», материал для которых создавали молодые исполнители и коллективы. Как официально зарегистрированная организация, лейбл просуществовал до 2006 года; затем Гена Гром и КузьмитчЪ покинули его, и Руставели единолично превратил организацию в «независимый, незарегистрированный и функционирующий только для внутренних проектов лейбл».
В 2005 году вышел художественный фильм Сергея Лобана «Пыль», в котором Руставели сыграл эпизодическую роль хулигана. По словам Руставели, на съёмки его пригласил White Hot Ice, которого в свою очередь на эпизодическую роль пригласило творческое объединение «СВОИ2000», снимавшее данный фильм. Сцены, в которых присутствовал Руставели, были сняты экспромтом с первого дубля.
В 2007 году Руставели принял участие в составе жюри рэп-номинации международного хип-хоп-фестиваля «Кофемолка», который ежегодно проводился в Чебоксарах. В 2014 году, а также непрерывно с 2016 и, как минимум, до 2020 года музыкант участвует в жюри известного московского фестиваля хип-хоп-музыки Rap Music.
В 2008 году Руставели самиздатом выпустил книгу «Необходимое одиночество» и одноимённый музыкальный альбом, в котором он читает некоторые из стихов книги под музыкальное сопровождение. Во второй половине 2012 года вышло дополненное переиздание книги. С 2010 года на официальном сайте Руставели сообщалось, что музыкант пишет новую книгу стихов под рабочим названием «Амплитуда Души»; в 2012 году Руставели подтвердил свои планы выпустить эту книгу. В августе 2020 года Руставели выпустил музыкальный альбом стихов «Тяжкие душевные».
В 2010 году вышел сольный мини-альбом Руставели под названием «Иди и смотри», в 2012 — LP-альбом музыканта «Начало света». После этого Руставели продолжает записывать новые альбомы как сольно, так и совместно с другими музыкантами.
В 2014—2015 году Руставели создал информационный интернет-портал HipHop4Real.com, позиционирующий себя как «первый русскоязычный сайт с новостями о настоящем и независимом хип-хопе», и в дальнейшем участвует в наполнении этого ресурса информацией.

## Дискография
| Год  | Название                                    | Тип              |
| ---- | ------------------------------------------- | ---------------- |
| 2008 | «Необходимое одиночество»                   | альбом стихов    |
| 2010 | «Иди и смотри»                              | мини-альбом      |
| 2012 | «Начало света»                              | студийный альбом |
| 2013 | «Следы на песке»                            | мини-альбом      |
| 2013 | The Collabo Collection                      | сборник          |
| 2015 | Modus Operandi                              | студийный альбом |
| 2016 | «При участии»                               | сборник          |
| 2017 | «Зеркало для героя»                         | студийный альбом |
| 2019 | «Настоящее настоящее»                       | студийный альбом |
| 2020 | «Тяжкие душевные»                           | альбом стихов    |
| 2020 | «Дикая охота»                               | студийный альбом |
| 2021 | «Окта» (совместно с Nekby)                  | студийный альбом |
| 2022 | «Магма»                                     | студийный альбом |
| 2024 | «Время мёртвой воды» (совместно с Kanatami) | студийный альбом |
| 2025 | «Осколками»                                 | студийный альбом |

## Отзывы прессы
Российское издание журнала Billboard, рецензируя альбом «Многоточия» «За бесконечность Времени» 2007 года, отметило, что, вопреки существующей «тенденции „облегчения“ смысловой нагрузки современного хип-хопа и утраты им бунтарского статуса, Руставели в своих текстах придерживается проблематики, выбранной им в начале пути». Это «тревожащие душу размышления о жизни, судьбе и справедливости», которые высказаны «простым языком соседа по подъезду». Сам альбом называется оригинальной, «крепко сбитой» работой, «где непостижимым образом перемешаны традиции рэпа, рока и дворовой песни». Андрей Никитин от сайта Rap.ru в рецензии того же альбома отмечает, что «Руставели настроен видеть плохое там, где другим чудится невыносимая легкость бытия», хотя «плохое», по словам рецензента, здесь уместнее заменить на «реальное». Вокал Руставели критик сравнивает с вокалом Вячеслава Бутусова: «у него тоже не очень сильный голос и сходная манера исполнения — искренность рока и задушевность дворовой песни».
Руслан Муннибаев от Rap.ru в своей рецензии альбома «Необходимое одиночество», вышедшего в 2008 году, охарактеризовал Руставели как «поэта второго толка». Он отметил, что стихи музыканта не выдерживают «скрупулёзного филологического разбора», но в случае Руставели важна не форма, а содержание. Рецензент описал стихи сборника как «едкие лекарства, горькие истины»: «стихи о злости, о несовершенстве мироустройства, о собственном безумии и неожиданно много — о любви». Муннибаев отметил, что в сборнике воплощён «хип-хоп как протест, как живая, могучая сила слова» и что Руставели имеет ярко выраженную и твёрдую гражданскую и личную позицию.
В рецензии альбома «Начало Света», вышедшего в 2012 году, Руслан Муннибаев отметил протестную направленность этой работы, несмотря на больший, чем ранее, процент «личных, интимных» песен. В качестве минуса отмечено отсутствие хотя бы одной выделяющейся из общего ряда песни, «которая тащила бы за собой весь альбом», а также то, что исполнители, поучаствовавшие в альбоме совместно с Руставели, за исключением White Hot Ice, «ощутимо портят общее впечатление». Также, по мнению Муннибаева, альбом не имеет привязки ко времени, в связи с чем невозможно догадаться, когда именно он был выпущен. Критик вновь отметил, что Руставели предпочитает «содержание форме», а также выразил мнение, что альбом, несмотря на его недостатки, должен понравиться преданным слушателям артиста, потому что «там всё на месте, если вы любите, чтобы ваш артист не менялся»; однако новых людей, по мнению рецензента, данному альбому привлечь нечем.
В рецензии альбома Modus Operandi 2015 года для интернет-журнала Rapsodos.ru Ринат Тукумбетов называет музыканта «одним из самых ортодоксальных представителей» рэпа, отмечает наличие протестной составляющей жанра и отсутствие признаков творческого прорыва в альбоме. По мнению критика, альбому в очередной раз не хватает передового шлягера, а большинство совместных композиций с другими исполнителями, вошедших в данный альбом, получилось неудачным.
Алексей Мажаев от информационного агентства InterMedia в своей рецензии альбома «Зеркало для героя», вышедшего в 2017 году, оценивает очередную работу Руставели как очень достойную. По его мнению, музыкант «не пытается успеть за модой, а просто делает, что умеет, сохранив при этом и внимательность взгляда, и неравнодушие к происходящему». «Рэп среднего класса как он есть: Руставели не в восторге от состояния общества и выражает это вполне открыто, но на баррикады никого не зовёт». Мажаев отмечает, что жёсткие по своему содержанию тексты в альбоме перемежаются лирическими, в наличии имеются мелодичные, «почти нежные» припевы.